# Subjectivation (psychanalyse)
La subjectivation est une notion d'apparition récente en psychanalyse, reliée à celle de sujet. Sans que le terme en figure par exemple dans le Dictionnaire international de la psychanalyse (2002), elle apparaît sous d'autres formulations comme « processus de subjectivation », « subjectivable » (adjectif), et « appropriation subjective ».   
Le « processus de subjectivation » est souvent présenté comme un travail psychique, particulièrement marqué à l'adolescence. 

## Notion de subjectivation
Bien que d'apparition récente, la notion de subjectivation, selon Michèle Bertrand, « connaît à l’heure actuelle un grand succès ». Absent du Vocabulaire de la psychanalyse de Jean Laplanche et Jean-Bertrand Pontalis, le terme « subjectivation » ne dispose pas non plus d'une entrée dédiée dans le Dictionnaire international de la psychanalyse (2002), tandis que, dans ce dernier, le terme « sujet » apparaît plusieurs fois : sous sa forme de substantif dans le « processus de subjectivation », sous la forme d'adjectif dans « subjectivable », et dans un  synonyme explicatif de la notion, l'« appropriation subjective ».
Toujours d'après Michèle Bertrand, le rapport de Raymond Cahn au Congrès des psychanalystes de langue française en 1991 sur le thème du « sujet » aura « largement contribué à la divulgation de la notion de subjectivation ». C'est même à partir de son rapport au congrès des « Langues romanes » de 1991 que la notion de “subjectivation” est devenue « concept, concept que Cahn a en grande partie formé à l'occasion de son travail avec des adolescents, « souvent en grande difficulté psychologique », précisent Dominique Agostini et Marie-Christine Aubray. 
Pour Raymond Cahn, « le concept de subjectivation est différent du concept “du sujet lacanien” car la dimension subjectale englobe à la fois le corps et la pensée ». Cahn « propose une première définition de la subjectivation qui serait un processus d’instauration d’un moi autonome : le noyau même du sujet ».